# Burstcoin
Burstcoin — криптовалюта и платежная система на основе технологии блокчейн. Burstcoin была представлена на форуме bitcointalk.org 10 августа 2014 года как основанная на Nxt. Burstcoin создаётся с помощью алгоритма, называемого Proof of Capacity (POC), в котором майнеры используют свободное место на запоминающем устройстве компьютера вместо более популярных и энергозатратных сложных вычислительных расчётов.
Энергетические требования к майнингу Burstcoin минимальны по сравнению с большинством других криптовалют, что делает её одной из самых энергоэффективных из них. Блокчейн на платформе NXT обеспечивает гибкость разработки.

## История

### Разработка
Burstcoin была опубликована 10 августа 2014 года на bitcointalk.org разработчиком под псевдонимом «Burstcoin», и была запущена без первичного публичного предложения (IPO) и без премайнинга. Развитием основного кода занимается широкий спектр участников на принципах открытого исходного кода.

### Инновации
Burstcoin — это первая криптовалюта, которая использует алгоритм «Proof of Capacity». Она также первой из криптовалют успешно реализовала «тьюринг-полные» умные контракты в виде автоматических транзакций (AT), что произошло до Ethereum и Counterparty. Применение умных контрактов было продемонстрировано в виде первой в мире децентрализованной лотереи. Она стала первой в истории программой, запущенной поверх блокчейна в надёжном децентрализованном виде. Другие случаи использования автоматических транзакций включают в себя децентрализованный краудфандинг.
Инновацией Burstcoin и Qora являются Atomic cross-chain транзакции (ACCT), которые позволяют проводить полностью децентрализованную торговлю между двумя криптовалютами без необходимости каких-либо третьих лиц (например, онлайн сервисов обмена. Cross-chain транзакции были успешно проведены между Burstcoin и Qora.

## Структура

### Блокчейн
Блокчейн Burstcoin поддерживается сетью узлов, которые используют программное обеспечение Burstcoin.

### Передача Burstcoin
Пользователь может тратить Burstcoin, связанные с конкретным адресом. Для этого он должен подписать транзакцию с помощью соответствующего закрытого ключа. Сеть проверяет подпись с помощью открытого ключа.

### Транзакции
Все транзакции должны иметь один или более входов. Транзакция может также иметь несколько выходов, позволяя делать несколько платежей одновременно. Например, используется дополнительный выход, чтобы вернуть сдачу плательщику. Сумма входов (монеты для оплаты) может превышать предполагаемую суммы платежей. В этом случае излишек становится платой за транзакцию.

### Майнинг (proof of capacity)
Майнинг осуществляется на основе алгоритма Proof-of-capacity (POC), описанного в официальной статье, авторами которой являются Stefan Dziembowski, Sebastian Faust, Vladimir Kolmogorov and Krzysztof Pietrzak. Для того, чтобы получить Burstcoin, каждый майнер сначала вычисляет большой набор данных, который затем сохраняется на запоминающем устройстве компьютера. Такой набор данных называется плот (plot). Для нового блока в блокчейне каждый майнер будет читать небольшое подмножество (примерно 0,024 %) собственных сохранённых плотов и вернёт результат в виде интервала времени в секундах, который называется дедлайном. Майнер с минимальным дедлайном создаёт блок и получает комиссии за транзакцию и награду за блок.
Вычислительные ресурсы для майнинга ограничиваются временем, которое нужно майнеру, чтобы найти минимальный дедлайн. После подтверждения дедлайна ресурсы не используются до следующего блока. Это делает Burstcoin одной из самых энергоэффективных криптовалют. Общий размер плотов майнеров сравним со скоростью майнинга, которую используют другие криптовалюты. Входной порог для Burstcoin майнинга минимален, так как сейчас его можно начать даже на Android-устройстве.

### Пулы для майнинга
Учитывая, что нахождение наименьшего дедлайна может занять много времени, некоторые майнеры объединяются в пулы, которые позволяют майнерам иметь более равномерно распределённый доход: награда за каждый блок, созданный пулом, распределяется между всеми майнерами этого пула. При использовании пулов небольшие майнеры могут коллективно конкурировать с крупными одиночными майнерами.

## Особенности
Основной особенностью Burstcoin является то, что она основана на NXT-платформе, позволяющей добавлять внешние сервисы, которые могут быть построены поверх блокчейна. Burstcoin-кошелёк представлен в двух видах: веб-кошелёк (электронный кошелёк) и Windows-версия (Windows-клиент), который является оболочкой для веб-кошелька и локальным экземпляром с некоторыми дополнительными функциями. Пользователи могут получить доступ к счёту через веб-браузер. Из особенностей Burstcoin-кошелька можно выделить следующие.

### Обмен активами (Asset Exchange)

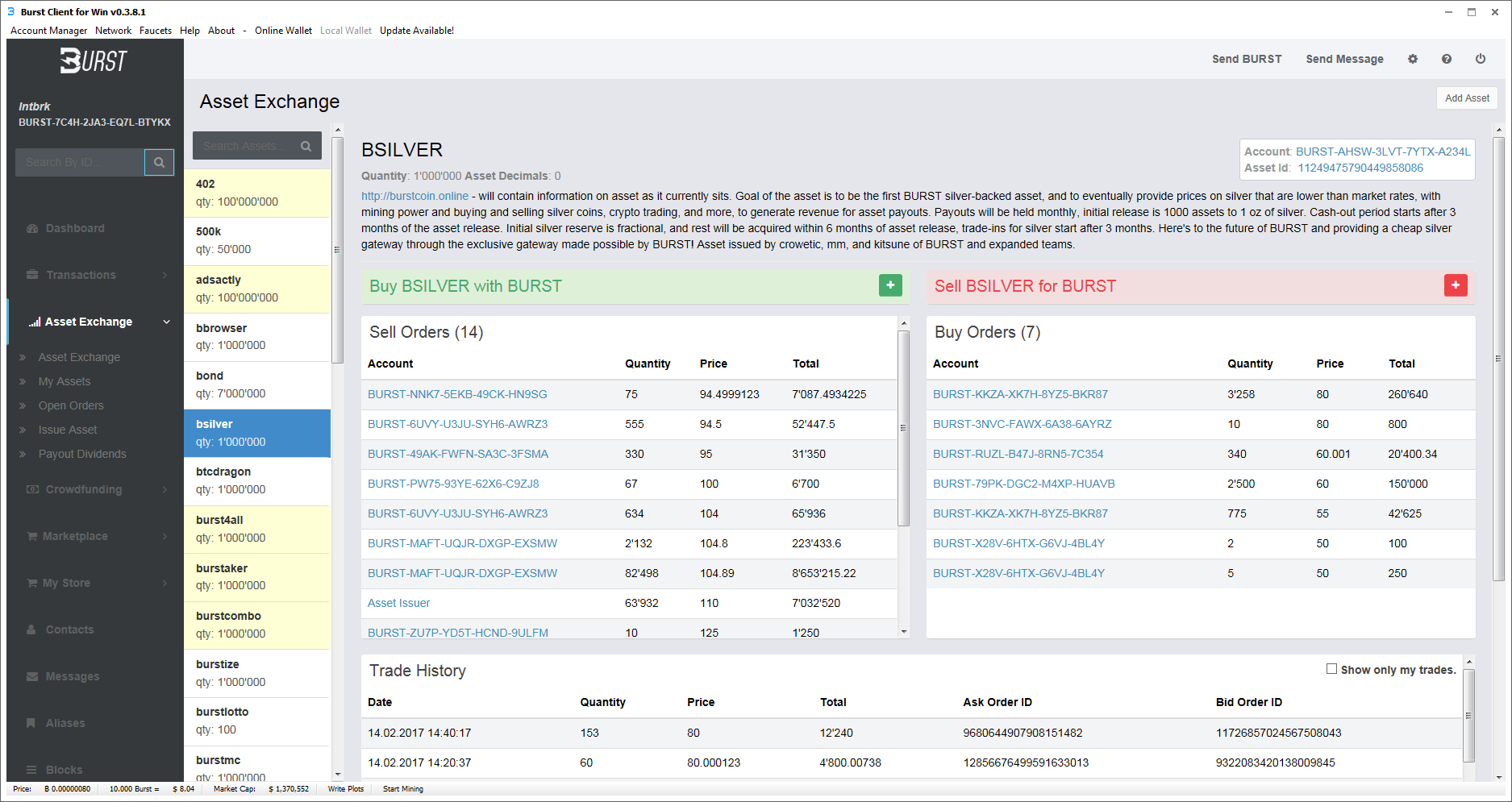
Скриншот окна Asset Exchange Burstcoin

Burstcoin Asset Exchange является интегрированной в Burstcoin-кошелёк peer-to-peer платформой для обмена. Он функционирует в качестве безопасной и децентрализованной торговой площадки для Burst-активов (Burst Assets). Asset Exchange основывается на отсутствии каких-либо третьих лиц.

### Автоматические транзакции
Смарт-контракты — компьютерный протокол, который хранится в блокчейне и позволяет облегчить и автоматизировать контракты. Автоматическая транзакция — это «полный по Тьюрингу» набор команд байт-кода, которые будут выполнены интерпретатором, встроенным в хост. Платформа смарт-контрактов поддерживает различные приложения, от азартных игр до автоматизированного краудфандинга, и гарантирует отсутствтие потерь при передаче.

### Краудфандинг
Функция краудфандинга позволяет децентрализованным образом собирать пожертвования или организовывать подписку заинтересованных лиц.

### Escrow-сервис
В Burstcoin-кошельке присутствует встроенный escrow-сервис, который позволяет определённому количеству Burstcoin храниться третьими лицами от имени участников транзакции.

### Торговая площадка
Burstcoin-кошелёк включает в себя децентрализованную торговую площадку, где пользователи могут просмотреть выставленные на продажу товары других пользователей, ссылаясь на их номер аккаунта. При этом будут показаны все товары, выставленные на продажу владельцем аккаунта с указанным номером.

## Единицы
Одна единица Burstcoin называется Burst. Символ Burstcoin — BURST.

## Покупка и продажа
Burstcoin могут быть куплены и проданы на онлайн-сервисах обмена.